# Gegeen Khan
Gegeen Khan (mongol : ᠰᠢᠳᠢᠪᠠᠯᠠ
ᠬᠡᠬᠡᠨ
ᠬᠠᠭᠠᠨ, cyrillique : Шадбал гэгээн хаан, MNS : Shadbal Gegeen khaan ; translittération sino-mongole unifiée (zh) : Sidibala ; chinois : 元英宗硕德八剌 ; pinyin : yuán yīngzōng shuòdébālà ; tibétain : སི་ཏི་ཕ་ལ།, Wylie : si ti pha la), né le 22 février 1302 et décédé le 4 septembre 1323 fut le khagan de l'Empire Mongol et de la Dynastie Yuan du 19 avril 1320 à sa mort.
C'est à sa mort qu'il prend le nom de Gegeen khan (ᠬᠠᠭᠠᠨ, trans. Gegen qaγan, Гэгээн хаан, trans. Gegeen khaan).

## Biographie

### Enfance
Le prince Shidibala était le fils aîné d'Ayurbarwada Buyantu Khan et de Radnashiri. En échange de sa propre principauté, Ayurbarwada a promis à son frère aîné Khayishan de nommer le fils de Khayishan comme prince héritier après sa succession. Mais à la mort de Khayishan, ses deux fils furent relégués dans les zones frontalières et les officiers pro-Khayishan furent purgés.
La puissante grand-mère de Shidibala, Dagi, installa Shidibala comme prince héritier en 1316, puis comme Khan, puisqu'il était engendré par un khatun de Khunggirad. Il a été nommé chef nominal du Secrétariat et du Bureau des affaires militaires un an plus tard.À une certaine époque, son père Ayurbarwada avait même caressé l'idée d'abdiquer le trône en faveur de Shidebala. Le protégé de Dagi, Temuder, a été nommé tuteur de l'héritier présumé, Shidibala, après avoir échoué à augmenter les recettes fiscales.
Entre la mort d'Ayurbarwada en mars 1320 et sa propre mort en octobre 1322, Temüder atteignit un grand pouvoir avec le plein soutien de Dagi. Immédiatement après la succession de son petit-fils, Dagi a réintégré Temüder au poste de ministre du Secrétariat et a pris la politique en main plus ouvertement que sous le règne d'Ayurbarwada.

### Règne
En tant que Gegeen Khan, le prince Shidibala succéda à son père le 19 avril 1320. L'impératrice Targi (Dagi) renomma grand conseiller principal de Temuder. Tandis que les persécutions de Temuder contre ses opposants à la censure aliénaient le nouvel empereur, Temuder resta au pouvoir jusqu'à sa mort, survenue seulement deux ans plus tard. Le retour au pouvoir de Temudar fut marqué par de nouveaux excès et par l'exécution de plusieurs de ceux qu'il soupçonnait d'être à l'origine de son récent procès. Finalement, le jeune prince commença à se sentir plutôt ennuyé par les ficelles de l'impératrice douairière et de Temudar, et résolut d'accélérer son investiture.
Dès le début de son règne, Shidebala a fait preuve d'une indépendance politique et d'une détermination au-delà de son âge. Dans une démarche magistrale pour contrer l'influence de la grande impératrice douairière et de Temüder, Gegeen a nommé Baiju, 21 ans, un Jalayir et petit-fils d'Antong, qui avait une famille illustre et une bonne éducation confucianiste, comme grand conseiller de la gauche. à l'été 1320, ce qui donna à Shidabala plusieurs avantages politiques. Temuder était sur la grande voie pour atteindre le pouvoir suprême lorsque Baiju. Cependant, Baiju, le commandant du kheshig, qui descendait de Muqali, le célèbre général de Gengis Khan, et était un homme de haute moralité, acquit une grande influence sur l'empereur et supplanta celle de Temuder.
Gegeen Khan, le jeune empereur, ne s'est cependant pas assis les mains jointes. Le trône devint bientôt le centre de la loyauté des savants confucéens dans leur lutte contre le puissant Temüder. Gegeen était préparé pour un tel rôle, car il avait reçu une aussi bonne éducation en chinois que son père. Profondément affecté par le confucianisme ainsi que par le bouddhisme, Gegeen pouvait citer de mémoire des poèmes Tang et était également un calligraphe honorable. Outre le confucianisme, Gegeen était également dévoué au bouddhisme. En 1321, Shidbala construisit un temple bouddhiste en l'honneur de 'Phags-pa Lama sur les montagnes à l'ouest de Dadu et, lorsque les censeurs lui firent des reproches, il fit mettre à mort plusieurs d'entre eux ; parmi eux un officier très distingué, nommé Soyaoelhatimichi, dont les ancêtres avaient été de fidèles dépendants de la maison impériale mongole. D’un autre côté, l’Islam a souffert d’une discrimination particulièrement sévère durant son règne. On raconte que l'empereur détruisit un temple construit par les musulmans, à Shangdu, et leur interdit d'acheter des esclaves aux Mongols et de les revendre aux Chinois.
L'influence croissante de Baiju dégoûta grandement Temuder. Baiju se rendit chez Liau Tung pour ériger un monument à ses ancêtres. Temudar pensa que c'était une occasion favorable de retrouver son influence à la cour des Yuan et se présenta au palais, mais se vit refuser l'admission et mourut peu de temps après. L'impératrice Dagi (Targi) mourut à peu près à la même époque, en 1322-1323.

### Mort
Quels que soient les mérites du règne de Shidebala, celui-ci connut une fin tragique le 4 septembre 1323, connue sous le nom de « Coup d'État à Nanpo ». Un complot s'est formé parmi les partisans de Temuder, qui craignaient que la vengeance ne les attrape. Elle était dirigée par le fils adoptif de Temüder, Tegshi. Outre les hauts fonctionnaires, cinq princes étaient impliqués : Altan Bukha, le frère cadet de l'ancien prince d'An-si, Ananda, qui fut exécuté par la faction d'Ayurbarwada ; et Bolad, petit-fils d'Ariq Böke ; Yerutömör, un fils d'Ananda ; Koulud Boukha ; et Ulus Bukha, un descendant de Möngke Khan. Lorsque Gegeen séjourna à Nanpo alors qu'il se rendait du palais d'été Shangdu à la capitale Dadu de la dynastie Yuan, Gegeen et Bayiju furent assassinés par Tegshi, qui attaqua l'Ordo de Gegeen avec des gardes Asud et d'autres soldats sous ses ordres. Tegshi a demandé à Yesün Temür de succéder au trône, mais Yesün Temür a purgé la faction de Tegshi avant d'entrer à Dadu parce qu'il craignait de devenir sa marionnette.

## Famille
On lui connait deux épouses, il n'a aucun enfant de ces unions.
- Sugabala Khatun, (速哥八剌), (v.1305 - 1327), fille de Ashi Küregen, seigneur Ikires, et de Ilig Qaya (fille de Témur Khan);
- Yabahudulu, (牙八忽都鲁), (v.1305 - ap.1323);